# Вердефиоре III (Мачерата)
Вердефиоре III је насеље у Италији у округу Мачерата, региону Марке.
Према процени из 2011. у насељу је живело 20 становника. Насеље се налази на надморској висини од 225 м.